# Смаль-Стоцкий, Степан Иосифович
Степан Иосифович Смаль-Стоцкий (укр. Степа́н Йо́сипович Сма́ль-Сто́цький; 8 января 1859, с. Немилов — 17 августа 1938, Прага) — украинский языковед, славист, историк литературы, педагог, профессор, доктор наук. Общественно-политический и экономический деятель Буковины. Действительный член научного общества им. Т. Шевченко (с 1899) и Украинской академии наук (с 1918).

## Биография
Из крестьян. Учился в гимназиях Львова. С 1878 года изучал славянскую филологию в университете Черновцов, с 1883 — в Венском университете, под руководством Ф. Миклошича.
Похоронен на Раковицком кладбище Кракова.
Отец украинского политического деятеля Романа Смаль-Стоцкого (1893—1969) .

## Педагогическая деятельность
С 1884 — доктор славянской филологии Венского университета.
В 1885—1918 — профессор Черновицкого университета, читал курс лекций по русской (русинской) литературе и языку.
После присоединения Буковины к королевской Румынии в 1918 году, переехал в Прагу, где в 1919 году был представителем Западно-Украинской Народной республики.
С 1921 — профессор филологии Украинского свободного университета в Праге. Действительный член научного общества им. Т. Шевченко (с 1899), Украинской академии наук (с 1918), Славянского института в Праге (с 1928).
Преподавал в варшавском университете.
В языковедении выступал с позиций украинофильства, доказывал, что украинский язык возник непосредственно из праславянского, а идея восточного праславянского языка лишена основ.
Автор монографий и учебников:
- «Руська правопись» (1891—1893);
- «Руська граматика» (в соавт. с Т. Гартнером, 1893);
- «Буковинська Русь. Культурно-історичний образок» (1897);
- «Шкільна граматика»;
- «Характеристика наукової діяльності І. Я. Франка» (1913);
- «Ідеї Шевченкової творчості» (1914);
- «Діди, батьки і внуки у Шевченка» (1918) и др.

## Общественно-политическая деятельность
Один из руководителей украинского национально-культурного возрождения на территории Буковины. Противник русского движения в Австро-Венгрии, активный сторонник и один из организаторов победы народовцев на Буковине; председатель студенческого общества «Союз» в Черновцах (1879—1882), был в числе организаторов обществ «Народный Дом», «Буковинский Боян», «Русская Школа» и других, активный деятель «Русской Беседы».
Деятель народной кооперации. С 1903 был председателем «Русской Кассы» и «Селянской (Крестьянской) Кассы».
В 1892—1911 избирался послом (депутатом) от национально-демократической партии в буковинский сойм (1904—1910 — был заместителем маршала (председателя) сойма; многолетний член Краевого исполкома и Краевого Школьного совета), в 1911—1918 — посол австрийского парламента.
В парламенте Буковины, возглавлял группу молодых русинов.
Во время Первой мировой войны — деятель Союза освобождения Украины.
В 1917 — председатель Боевой Управы Украинских Сечевых Стрельцов. В 1919 — посол ЗУНР в Праге, где жил до смерти. Первый председатель Украинской Могилянско-Мазепинской Академии наук. В Праге в качестве посла ЗУНР находился под наблюдением советской разведки, которая в донесении ЦК КП (б) Украины, характеризовала его, как «украинского националиста», «сепаратиста», «петлюровца».